# H♪LINE
『H♪LINE』（エイチライン）は、広島ホームテレビで2014年4月19日から2021年3月19日まで放送されたローカル音楽バラエティ番組。MCはHIPPY。

## 概要
- 2014年4月19日初回放送。HIPPYとホームシスターズがHIROSHIMAをHAPPYにする音楽情報バラエティー「ぽるぽるエンタ『H♪LINE』」第1第5土曜放送の15分間番組としてスタート。番組名『H♪LINE』のHには、HIPPYとHOME SISTERSがHIROSHIMAをHAPPYにするという4つのHの意味が込められていた。
- 2015年4月放送日・放送時間変更　第2第4土曜　放送時間5分拡大の20分番組となり番組名も「ミュージックバラエティ『H♪LINE』」となる。 番組名『H♪LINE』のHには、HIPPYがHIROSHIMAをHAPPYにするという3つのHの意味が込められている。
- 2016年4月放送開始3年目に突入。そして『H♪LINE』のCMが制作される。
- 2017年4月から毎月第3金曜 深夜1時25分放送開始。30分に拡大。月1回放送（月2回放送の場合もあり）。
- 2021年3月19日（20日未明）をもってレギュラー放送を終了。以後は不定期特番での放送となる予定。
- 2022年4月13日深夜、1年ぶりに放送された。

## 歴史

### 2014年
- 4月19日 初回放送。
- 6月2日 広島HMVにて公開収録。
- 2014年10月、番組企画HIPPYプロデュースによるホームシスターズ初のオリジナル曲「笑顔の種」(作詞:ホームシスターズ 作曲:HIPPY 振付:CHRIS(広島ダンススタジオFLEX))をHOMEぽるフェス2014で披露。
- 12月27日放送 年末90分特番。H♪LINE 大忘年会 開局45周年へ!うたたね&ぽるフェス 虹の架け橋スペシャル。

### 2015年
- 1月31日放送 HIPPYメジャーデビューを番組内で発表。
- 4月 放送日・放送時間変更　第2第4土曜日　放送時間5分拡大の20分番組となり番組名が「ミュージックバラエティ『H♪LINE』」となる。
- 9月22日 番組公開収録　H♪LINE LIVE in アルパーク

### 2016年
- H♪LINE新CMの動画を公開

### 2017年
- 2017年1月20日 「ミュージックバラエティH♪LINE LIVE みんなでトゥギャザー」を広島クラブクアトロで開催。
- 2017年9月3日 「ミュージックバラエティ H♪LINE LIVE みんなでトゥギャザーVol.2」をブルーライブ広島で開催。

### 2021年
- 2021年3月19日 レギュラー放送を終了。

### 2022年
- 2022年4月13日深夜、1年ぶりに放送。

## 出演者

### MC
- HIPPY
  - 広島市出身のシンガーソングライター。2015年日本クラウンレコードよりメジャーデビュー[1]。

### その他の出演者
HIPPYがお休みの時のMC
- オオクボックス（2018年9月21日・11月16日）
- DJワタナベ（2019年2月）

過去の出演者
- ホームシスターズ45期生[2]
- ホームシスターズ46期生

※「ホームシスターズ」は広島ホームテレビ専属のガールズユニット。

### 過去の出演者
2014年
- TEE

広島出身のシンガーソングライター。
4月19日 初回放送。TEEワンマンツアー2014～人生楽笑～岡山編の模様の際に出演。
12月27日 年末90分特番に電話出演。
- 須藤茉麻、夏焼雅、菅谷梨沙子

Berryz工房メンバー
6月7日 放送。:Berryz工房アーティストインタビューのコーナーに出演。
- 高野菜々

音楽座ミュージカル（Rカンパニー）「泣かないで」広島公演のインタビューに出演。
- 手島いさむ

6月2日 H♪LINE公開収録に出演。 丸本莉子HIPPYと共にセッション。
- 丸本莉子

6月2日 H♪LINE公開収録に出演。手島いさむHIPPYと共にセッション。
12月29日放送。『MUSIC RESORT うたたね 』出演アーティストインタビュー。
- モーニング娘。（モーニング娘。‘14）道重さゆみ、鞘師里保

7月5日放送。アーティストインタビューのコーナーに出演。
現在、道重は卒業。
- 中島尚樹

ホームシスターズアイドル化計画　会議の巻にゲストMCとして出演。
- MONKEY MAJIK

9月6日放送。アーティストインタビューのコーナーに出演。
- ぐるたみん

9月6日放送。アーティストインタビューのコーナーに出演。
ぐるたみんはこの放送が地上波初登場。
- 池谷直樹
- 渡辺翔史

11月1日放送。サムライロックオーケストラ広島公演のインタビューで出演。
- 工藤えみ

11月29日放送。アーティストインタビューのコーナーに出演。
- 黒沢薫（くろさわ かおる、1971年4月3日 - ）
- 酒井雄二（さかい ゆうじ、1972年10月5日 - ）

ゴスペラーズのメンバー
11月29日放送。アーティストインタビューのコーナーに出演。
- ハジ→

11月29日放送。ハジ→チームとHIPPYチームに分かれて秋を感じる宮島グラビア撮影対決！に出演。
バラエティー番組初出演。
- 浜端ヨウヘイ

12月6日放送。メジャーデビューシングル「結 -yui-」のアーティストインタビューのコーナーに出演。
12月29日放送。
- スキマスイッチ

12月29日放送。『MUSIC RESORT うたたね 』出演時アーティストインタビュー。
- 秦基博

12月29日放送。『MUSIC RESORT うたたね 』出演時アーティストインタビュー。
- SEAMO

12月29日放送。『MUSIC RESORT うたたね 』出演時アーティストインタビュー。
- Unlimited tone

12月29日放送。『MUSIC RESORT うたたね 』出演時アーティストインタビュー。
- NakamuraEmi

12月29日放送。『MUSIC RESORT うたたね 』出演時アーティストインタビュー。
2015年
- 中島尚樹

1月31日放送。HIPPYメジャーデビュー決定発表放送
- 杉恵ゆりか

2月7日放送。 アーティストインタビューのコーナーに出演。
- 福田花音 アンジュルム(スマイレージ)
- 中西香菜 アンジュルム(スマイレージ)

2月7日放送。 アーティストインタビューのコーナーに出演。
- 島谷ひとみ

3月7日放送。瀬戸内海汽船「銀河」を貸し切ってのランチクルーズロケに出演。
- TEE

4月11日放送。HIPPYメジャーデビュー企画パート1出演。
- Silent Siren

4月25日放送。アーティストインタビューのコーナーに出演。
- 高野菜々

5月9日音楽座ミュージカル（Rカンパニー）「ラブレター」広島公演のインタビューに出演。
- 森恵

5月23日放送。アーティストインタビューのコーナーに出演。
- 石川綾子

5月23日放送。アーティストインタビューのコーナーに出演。
- 藤原さくら

6月13日放送。アーティストインタビューのコーナーに出演。
- Littte Glee Monster

6月13日放送。
- カントリー・ガールズ

6月27日放送。アーティストインタビューのコーナーに出演。
- Hey! Say! JUMP

7月11日放送。アーティストインタビューのコーナーに出演。
- 浜端ヨウヘイ

7月11日放送。浜端ヨウヘイ広島おもてなしスペシャル。
- 丸本莉子

7月25日放送。三段峡でアマゴ釣り対決!!
- UNCHAIN

7月25日放送。アーティストインタビューのコーナーに出演。
- 乃木坂46

生田絵梨花.白石麻衣.秋元真夏
8月8日放送。アーティストインタビューのコーナーに出演。
- まなみのりさ

8月22日放送。まなみのりさvsホームシスターズお好み焼き対決!!に出演。
- 中村中

8月22日放送。アーティストインタビューのコーナーに出演。
- 杉恵ゆりか

9月12日放送。アーティストインタビューのコーナーに出演。
- THE HOOPERS

9月12日放送。アーティストインタビューのコーナーに出演。
- 岸谷香

9月12日放送。アーティストインタビューのコーナーに出演。
- ベリーグッドマン

9月26日放送。 MAZDA Zoom-Zoom スタジアム広島での始球式直前で緊張中のBERY GOODMANにインタビュー。
- 鈴木亜美

9月26日放送。中四国初上陸「泡フェスHIROSHIMA2015」潜入レポ。
- 杉恵ゆりか

10月10日放送。『ミュージックバラエティH♪LINE LIVE inアルパーク～番組公開収録～』ライブ
- レ･ロマネスク(TOBI)

10月10日放送。『ミュージックバラエティH♪LINE LIVE inアルパーク～番組公開収録～』ライブ
- 中野杏

10月10日放送。『ミュージックバラエティH♪LINE LIVE inアルパーク～番組公開収録～』ライブ
- 尼丁隆吉

10月10日放送。『ミュージックバラエティH♪LINE LIVE inアルパーク～番組公開収録～』ライブ
- SOLIDEMO

10月24日放送。HIPPYインタビューのコーナーに出演。。
- 石川綾子

10月24日放送。ゲスト出演。
- 坂本真綾

11月14日放送。ゲスト出演。
- TOKIO

11月14日放送。ゲスト出演。
- BRIDGET

11月14日放送。ゲスト出演。
- 渋谷すばる（関ジャニ∞）
- 安田章（関ジャニ∞）

11月14日放送。HIPPYインタビューのコーナーに出演。
- 二階堂和美

11月28日放送。HIPPYインタビューのコーナーに出演。
- 池谷直樹

11月28日放送。HIPPYインタビューのコーナーに出演。
- 東京スカパラダイスオーケストラ

11月28日放送。ゲスト出演。
- Silent Siren

12月12日放送。HIPPYインタビューのコーナーに出演。
- TOTALFAT

12月12日放送。HIPPYインタビューのコーナーに出演。
- ASH DA HERO

12月12日放送。ゲスト出演。
- 絢香

12月12日放送。ゲスト出演。
- Fear, and Loathing in Las Vegas

12月26日放送。HIPPYインタビューのコーナーに出演。
- 石野理子（アイドルネッサンス）

12月26日放送。HIPPYインタビューのコーナーに出演。
- ハジ→

12月26日放送。ゲスト出演。
- モーニング娘。'15

12月26日放送。ゲスト出演。
2016年
- バンドじゃないもん！

1月23日放送。HIPPYインタビューのコーナーに出演。
- 花岡なつみ

1月23日放送。HIPPYインタビューのコーナーに出演。
- FUTURE BOYZ

1月23日放送。ゲスト出演。
- Kiroro

1月23日放送。ゲスト出演。
- TEE

1月23日放送。ゲスト出演。
- HIROSHIMA FUSION UNITE

1月23日放送。ゲスト出演。
- 片平里菜

1月13日放送。HIPPYインタビューのコーナーに出演。
- Juice=Juice

1月13日放送。HIPPYインタビューのコーナーに出演。。
- predia

1月13日放送。ゲスト出演。
- クリフエッジ

1月13日放送。ゲスト出演。
- Goodbye holiday

1月13日放送。ゲスト出演。
- クリフエッジ

1月27日放送。ゲスト出演。
- 鈴木亜美

2月27日放送。ナイトクラブ「HERBIE」潜入後編
- E-girls

2月27日放送。HIPPYインタビューのコーナーに出演。
- ソナーポケット

2月27日放送。HIPPYインタビューのコーナーに出演。
- かりゆし58

2月27日放送。ゲスト出演。
- さかいゆう

2月27日放送。ゲスト出演。
- ベリーグッドマン

2月27日放送。ゲスト出演。
- 藍井エイル

2月27日放送。ゲスト出演。
- 怒髪天

3月12日放送。HIPPYインタビューのコーナーに出演。
- 加藤ミリヤ

3月12日放送。HIPPYインタビューのコーナーに出演。
- fluｍpool

3月12日放送。HIPPYインタビューのコーナーに出演。
- 超特急

3月12日放送。ゲスト出演。
- 浜崎貴司

3月12日放送。ゲスト出演。
- 成底ゆう子

3月12日放送。ゲスト出演。
- 藤巻亮太

3月26日放送。HIPPYインタビューのコーナーに出演。
- 吉田山田

3月26日放送。HIPPYインタビューのコーナーに出演。
- Silent Siren

3月26日放送。ゲスト出演。
- The Mirraz

3月26日放送。ゲスト出演。
- LGYankees

3月26日放送。ゲスト出演。
- ヒトリエ

3月26日放送。ゲスト出演。
- 西田篤史

4月9日放送。村下孝蔵さんが、あっちゃんこと西田篤史さんに託した歌が遂にCD化！レコーディング中の2人の元へHIPPYが突撃訪問
- 佐々木リョウ

4月9日放送。村下孝蔵さんが、あっちゃんこと西田篤史さんに託した歌が遂にCD化！レコーディング中の2人の元へHIPPYが突撃訪問
- 乃木坂46

4月9日放送。「乃木坂46のあなたも明日からアイドル！？講座！」開催！！
- Rample Note

4月9日放送。HIPPYインタビューのコーナーに出演。
- May J.

4月9日放送。ゲスト出演。
- 空きっ腹に酒

4月9日放送。ゲスト出演。
- 渕上里奈

4月23日放送。ゲスト出演。
- が～まるちょば

4月23日放送。ゲスト出演。
- EXILE

4月23日放送。ゲスト出演。
- ℃-ute

4月23日放送。ゲスト出演。
- くるり

4月23日放送。ゲスト出演。
- erica

4月23日放送。ゲスト出演。
- ななみ

4月23日放送。ゲスト出演。
- Kiichi

5月14日放送。ゲスト出演。
- Metis

5月14日放送。ゲスト出演。
- バンドじゃないもん！

5月14日放送。ゲスト出演。
- ポタリ

5月14日放送。ゲスト出演。
- 高野菜々

5月14日放送。ゲスト出演。
- 平田薫

5月14日放送。ゲスト出演。

## オープニング曲
過去
- 作詞作曲：HIPPY
- 唄：HIPPY＆ホームシスターズ
- 絵：中島尚樹
- トラック：Koh!(Mind the Gap)

## 番組企画
- 「ホームシスターズアイドル化計画」

HIPPYプロデュースでの『ホームシスターズ』アイドル化計画！オリジナル曲「笑顔の種」をぽるフェスで披露。
オリジナル曲「笑顔の種」CD 決定。

## スタッフ
- ナレーター：冨田奈央子
- コンテンツ制作：斉藤訓司・斉藤彩 → 襟立大貴・斉藤彩 → 斉藤訓司・斉藤彩
- MA：米元得善、竹腰美菜香
- アシスタントMA：桑原智美
- 技術協力：森下真、円並地元道、土佐岡恭大、有森功貴、竹腰美菜香
- 編集：鈴木綾香
- イラスト：松田未来
- アシスタントディレクター：木村彩夏、桑原智美、奥貴宏、竹腰美菜香、坪井幹士
- ディレクター：森下真、大西勇輔、土佐岡恭大、間田和也、円並地元道、守殿淳
- アシスタントプロデューサー：森本愛子
- プロデューサー：剛家和香子・内藤貴志 → 剛家和香子・小川貴史
- 衣装協力：Calm
- 制作協力：ホームテレビ映像
- 撮影協力：asovo
- 制作著作：広島ホームテレビ

過去のスタッフ
- オープニング曲：HIPPY
- オープニングイラスト：中島尚樹
- ナレーター：Butchan、Totty

## コラボ
- 「9ジラジ×H♪LINE×HIPPY」コラボ企画 HIPPYワンマンオープニングアクト出演アーティスト募集[3]